# Несумісні події
У теорії ймовірностей події називаються несумісними, якщо вони не можуть відбутися одночасно. Якщо події А та В несумісні, то {\displaystyle A\cap B=\emptyset }. Наприклад — результат підкидання монети. Монета завжди випадає однією стороною, і ніколи двома одночасно. І навпаки, дві події називаються сумісними, якщо поява однієї з них не виключає появи іншої, {\displaystyle A\cap B\neq \emptyset }. Наприклад: одна подія — на гральному кубику випадає парне число, інша — випадає число менше за 3. Таке може трапитись водночас, якщо випаде 2.